# 蒂沙·文图里尼
蒂沙·文图里尼（英語：Tisha Venturini，1973年3月3日—），美国女子足球运动员。她曾代表美国国家队参加1996年夏季奥林匹克运动会足球比赛，获得一枚金牌。她也曾参加1995年和1999年女子足球世界杯。